# Whale
Whale – szwedzka grupa muzyczna grająca rock alternatywny, która została założona w 1987 roku.
Pierwszym singlem zespołu, który odniósł sukces był utwór „Hobo Humpin' Slobo-Babe“. Grupa odniosła duży sukces na europejskim rynku. Formacja wydała trzy albumy: EP Pay for Me (1995), We Care (1995) oraz  All Disco Dance Must End In Broken Bones (1998).
Ostatni skład tworzyli: Cia Berg (wokalistka), Henrik Schyffert (gitarzysta) i Gordon Cyrus (basista).

## Dyskografia
Źródło.
Albumy
- Pay for Me (1995)
- We Care (1995)
- All Disco Dance Must End In Broken Bones (1998)

Single
- „Hobo Humpin' Slobo Babe“ (1994)
- „I'll Do Ya“ (1995)
- „Four Big Speakers“ (1998)
- „Crying at Airport“ (1998)
- „Deliver the Juice“ (1999)